# Comuna Iakîmove, Velîka Bahacika
Iakîmove (în ucraineană Якимове) este o comună în raionul Velîka Bahacika, regiunea Poltava, Ucraina, formată din satele Baliukî și Iakîmove (reședința).

## Demografie
Componența lingvistică a comunei Iakîmove
     Ucraineană (98,36%)
     Rusă (1,64%)
Conform recensământului din 2001, majoritatea populației comunei Iakîmove era vorbitoare de ucraineană (98,36%), existând în minoritate și vorbitori de rusă (1,64%).